# Centsprent

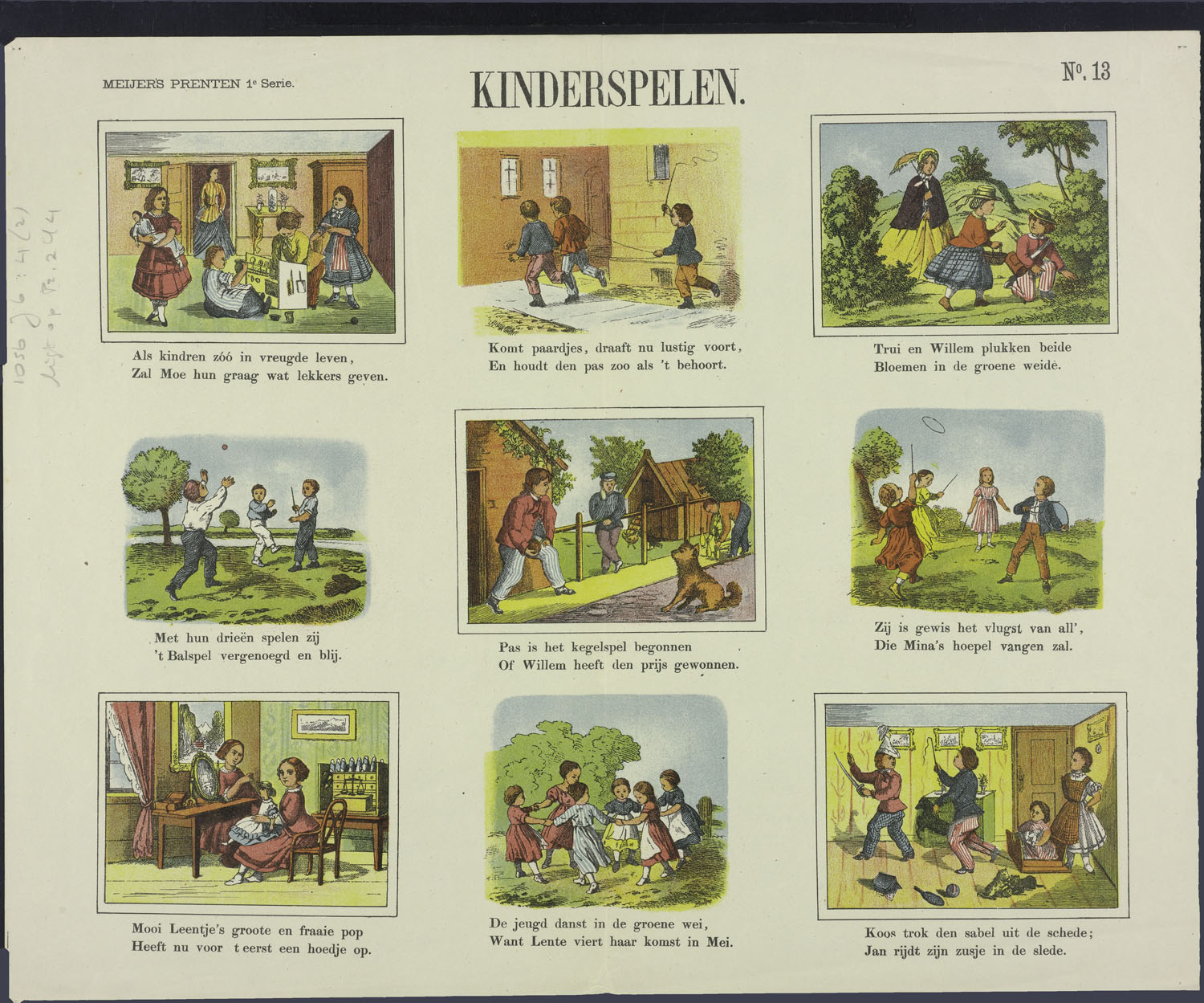
Kinderspel op een centsprent (ca. 1900), o.a.: met poppen spelen, paardje spelen, ballen, met een hoepeltje gooien, poppen aankleden en soldaatje spelen (collectie KB).

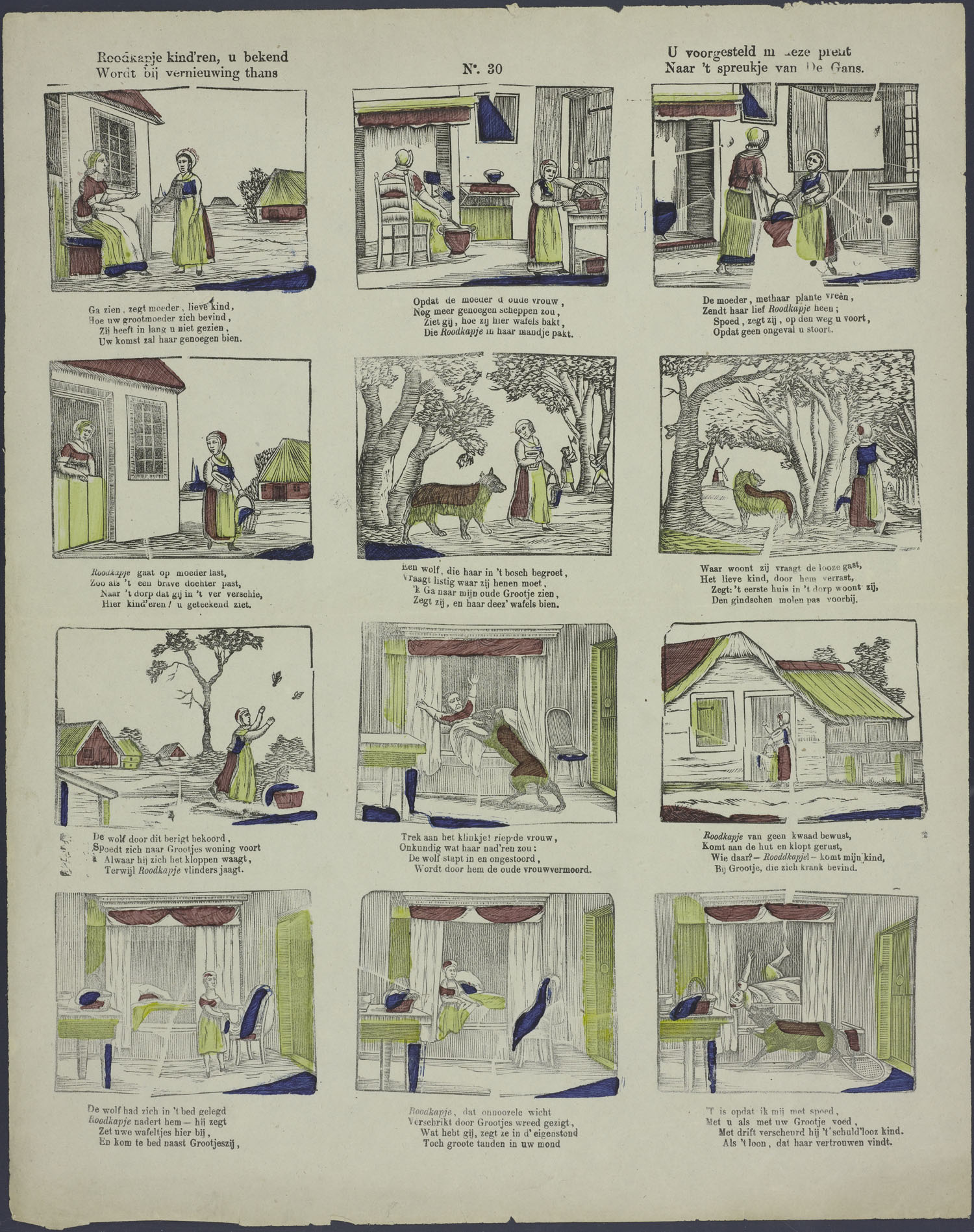
Het verhaal van Roodkapje als een 'stripverhaal' afgebeeld op een negentiende-eeuwse centsprent.

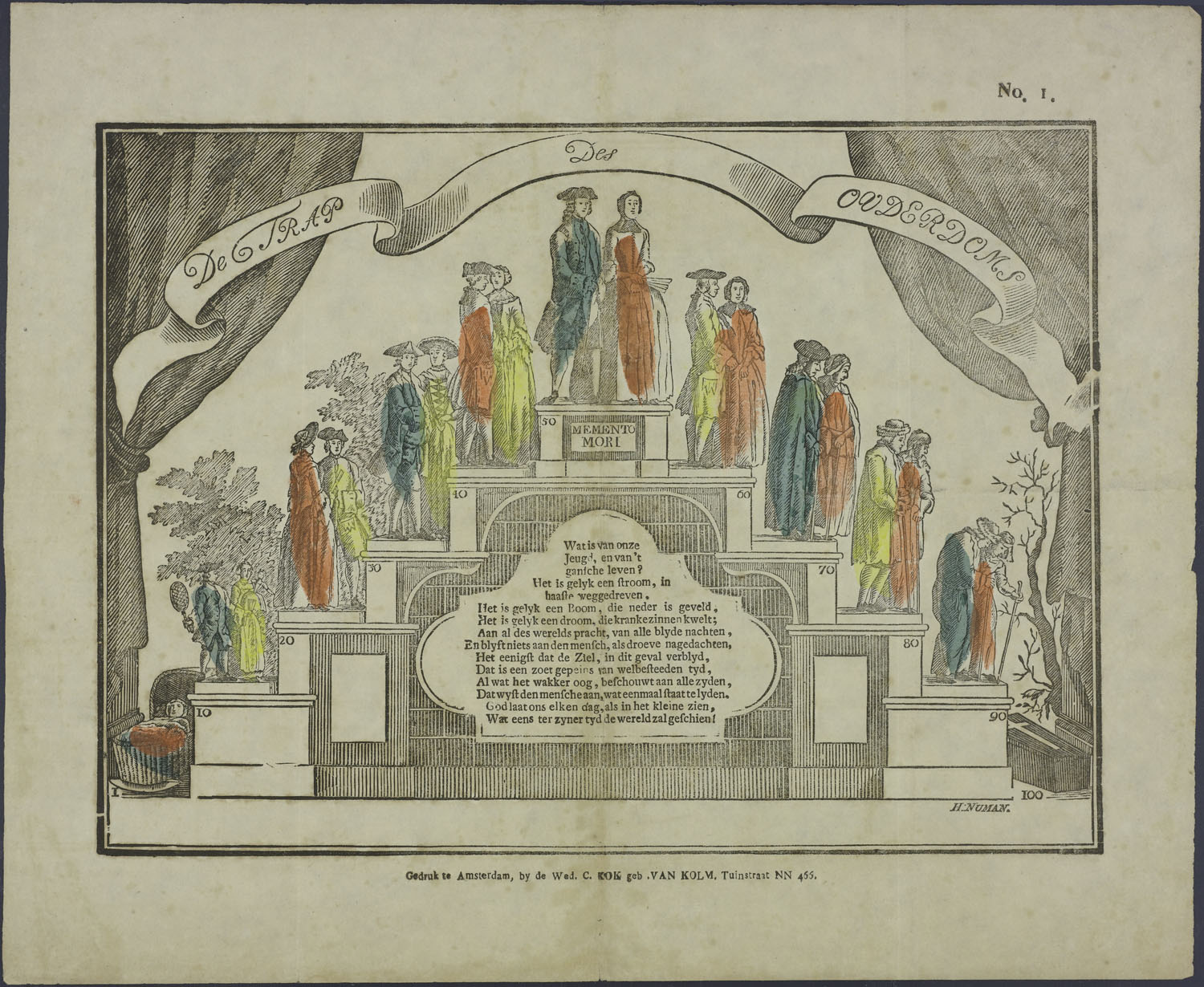
De trap des ouderdoms of de levenstrap op een centsprent (ca. 1845).

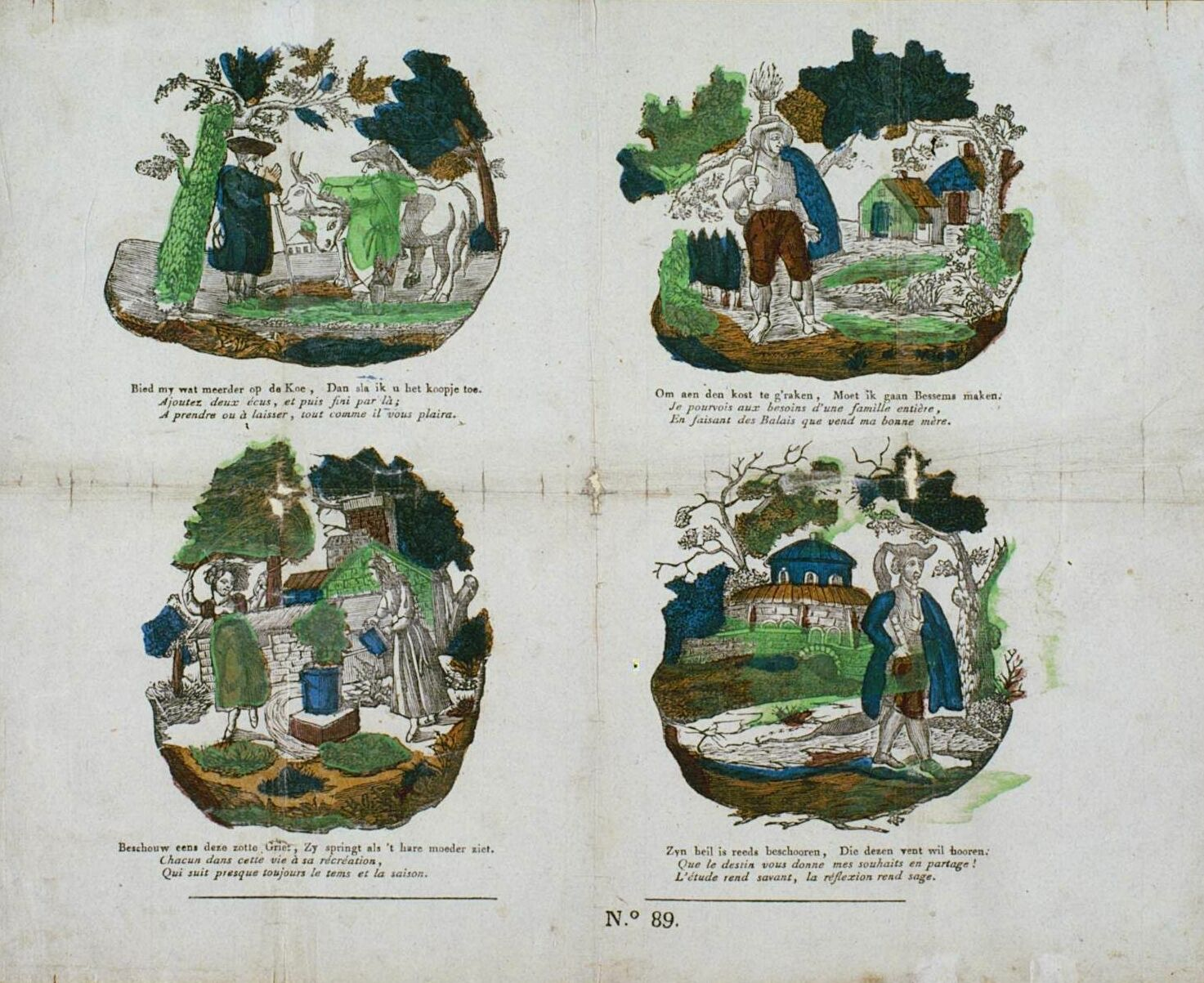
Kinderprent, tweede helft 19e eeuw, met schetsen uit het landmansleven (collectie Zeeuwse Bibliotheek).

Een centsprent, kinderprent, volksprent, oortjesprent of mannekensblad is een goedkoop vel papier, eenvoudig bedrukt met plaatjes en praatjes. De prenten waren, van de 15e tot in de 20e eeuw, te koop voor één of een paar centen en werden van deur tot deur verkocht. De tekst bij de plaatjes kon bestaan uit proza of uit versjes.

## Functie en vorm
Centsprenten deden ruim drie eeuwen lang dienst als krant, als geïllustreerde bron van verhalen of als beeldverhaal met teksten. Wie geen geld had voor boeken, kon altijd wel voor een cent een prent kopen bij marskramers, venters of in winkels.
De prent vertoont een voorstelling in vrij ruwe houtsneefiguurtjes (bij latere prenten werd wel gebruikgemaakt van houtgravures en steendruk), op niet al te best papier. De plaatjes zijn soms gekleurd: met wat oranje of paarsrood en blauw, soms aangevuld met geel - willekeurige kleurvegen, opgebracht met een grove penseel, duimafdruk of verschoven sjabloon. In later tijd wordt de kleurendruk professioneler.

## Ouderliefde
Een bekend verhaal uit de Tachtigjarige Oorlog, dat ten voorbeeld werd gesteld aan de 19e-eeuwse jeugd was het verhaal van de dappere Lambert Melisz. uit Westzaan. In 1574 redde hij zijn oude, zwakke moeder uit de handen van de Spanjaarden door haar op een slee over het ijs te vervoeren en haar te verbergen in het riet. Echter, het tweetal werd ontdekt door de Spanjaarden, die dachten een bijzondere buit binnen te halen. Ze dreigden de oude moeder te doden. Lambert ging voor haar staan, trok zijn mes en riep de Spanjaarden toe: "Indien gij mijne moeder dooden wilt, dan zult gij mij eerst doden". De soldaten waren hiervan zo onder de indruk, dat ze zowel Lambert als zijn moeder lieten gaan. Dit is wat je noemt echte kinderliefde! De jeugd diende niet alleen liefde voor het vaderland te ontwikkelen, maar ook voor hun ouders. 

## Inhoud prenten
Naast prenten over allerlei zeden en gebruiken, spreekwoorden, verhalen uit de literatuur van de middeleeuwen en de 16e-18e eeuw zijn er ook educatieve kinderprenten met afbeeldingen over beroepen en ambachten, volkswijsheden, moralistische vertellingen, kinderspelen, en onderwerpen uit de Bijbel, de geschiedenis, de aardrijkskunde, naast ABC-leesvoorbeelden, vreemde volken, soldaten, voertuigen en beroemde personen.
Men kan een deel van de prenten, waarbij de avonturen van de hoofdpersonen worden uitgebeeld in 8, 16, 24 of zelfs 48 verschillende tafereeltjes, beschouwen als voorlopers van het stripverhaal. Deze konden een verhaal vertellen over bijvoorbeeld heiligen, helden of sprookjes. De centsprenten werden niet alleen gelezen, maar ook voorgelezen of naverteld, waarbij dan de plaatjes werden getoond. De op kinderen gerichte prenten zijn een vorm van vroege jeugdliteratuur.

## Vaderlandsch trots
Een ander voorbeeld van een centsprent met daarop helden die tot voorbeeld strekten, is die van de `Galerij van beroemde Nederlandsche mannen', uitgebracht door Glenisson te Turnhout. Deze helden uit de 16e en 17e eeuw zijn in een medaillon gevat en wonderlijk slordig geel ingekleurd. Zo zijn er portretten van onder meer Prins Maurits, de admiraals De Ruyter en Tromp, de schrijvers en dichters Joost van den Vondel en Jacob Cats.
Hoewel veel centsprenten op kinderen gericht lijken te zijn, staat bij de meeste niet vast of ze indertijd specifiek voor kinderen gemaakt zijn.

## Liever de lucht in...
Het waren niet alleen de vaderlandse helden uit een ver verleden die werden vereerd op centsprenten. Heel actueel was destijds de heroïsche daad van Jan van Speijk in de periode van de Belgische opstand in 1830. Van Speijk had als commandant van 's lands kanonneerboot de opdracht alle schepen van en naar Antwerpen te controleren, toen deze stad zich bij de opstand had aangesloten.

## Voorbeelden

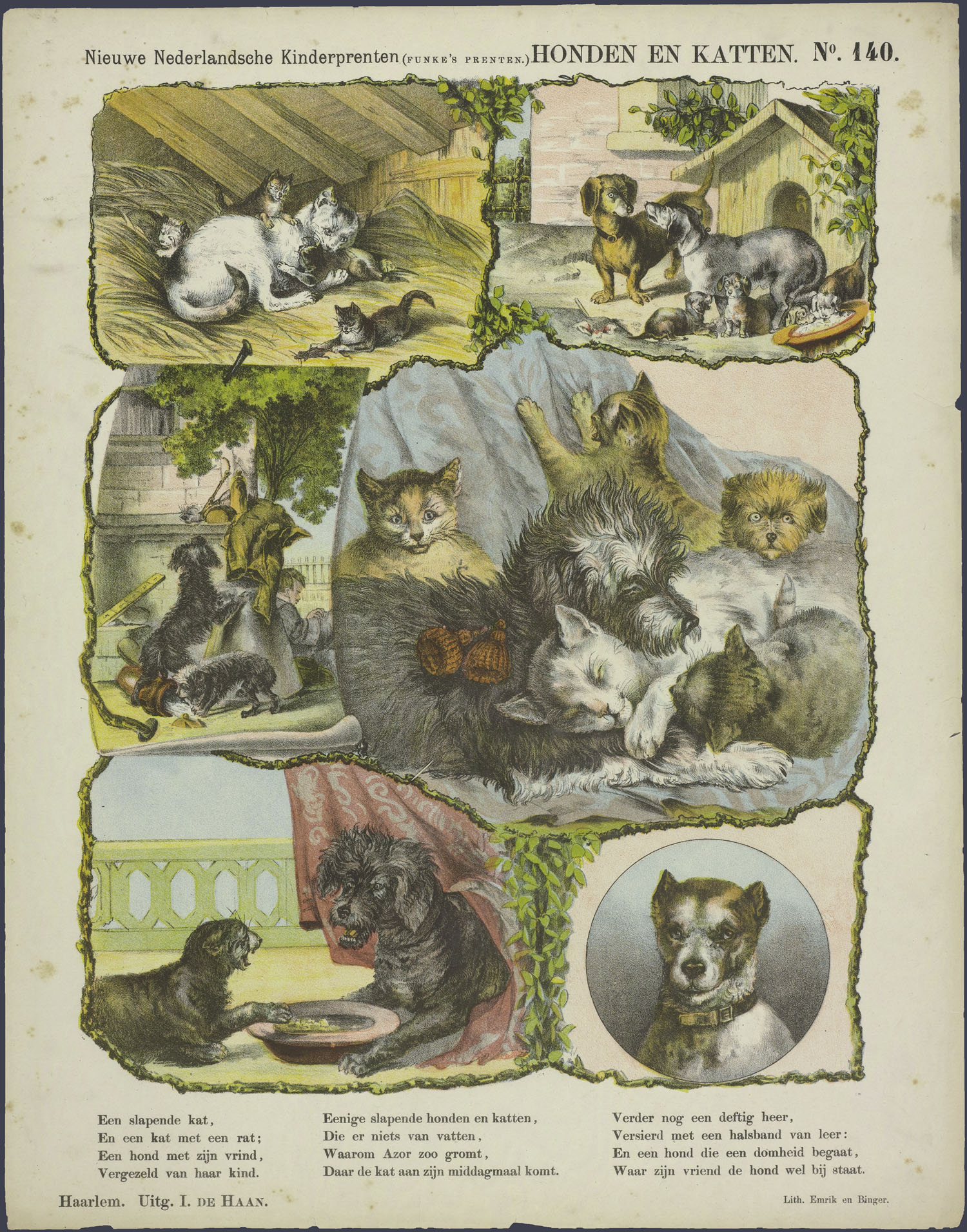
Honden en katten (collectie KB).
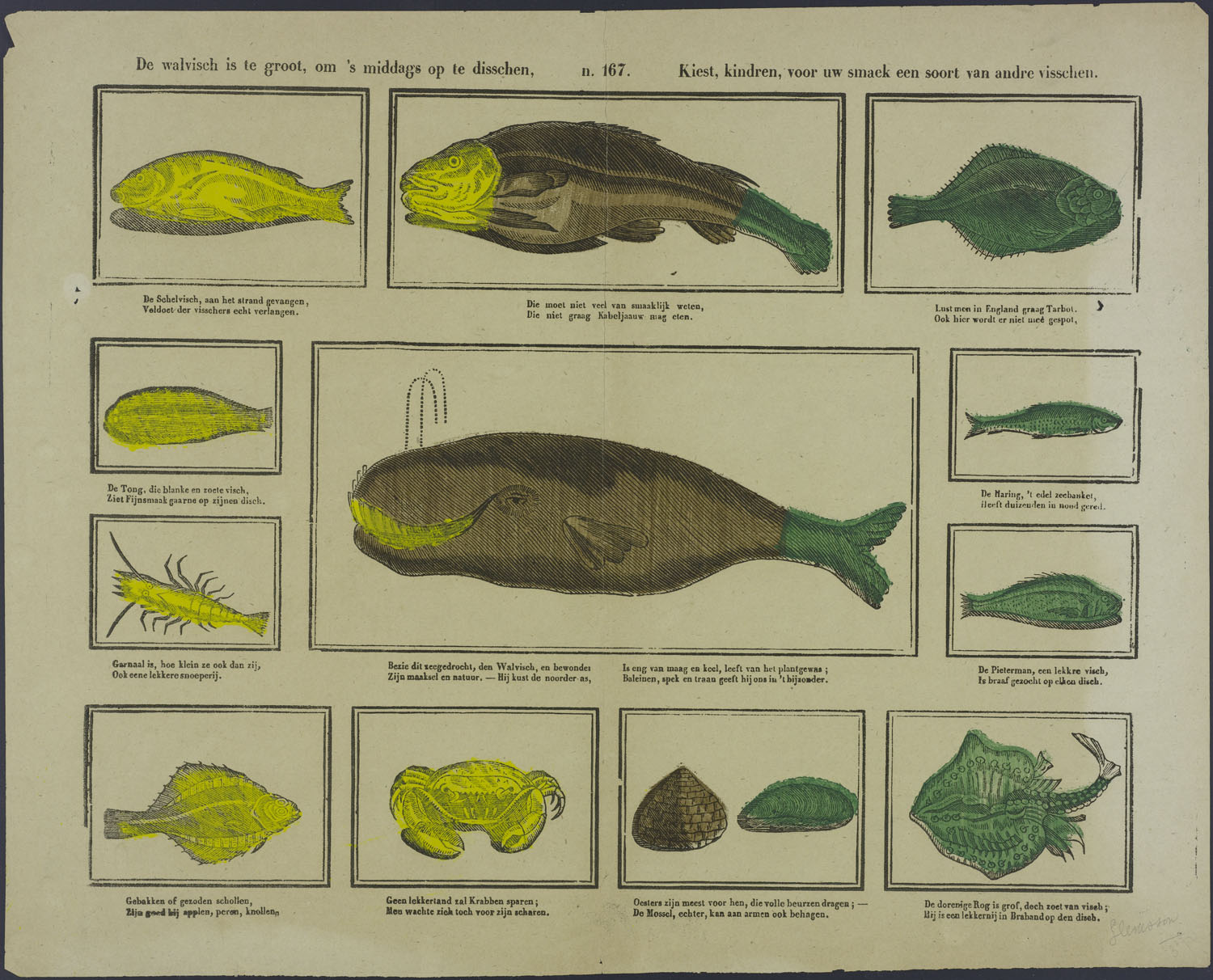
Verschillende soorten vissen (collectie KB).
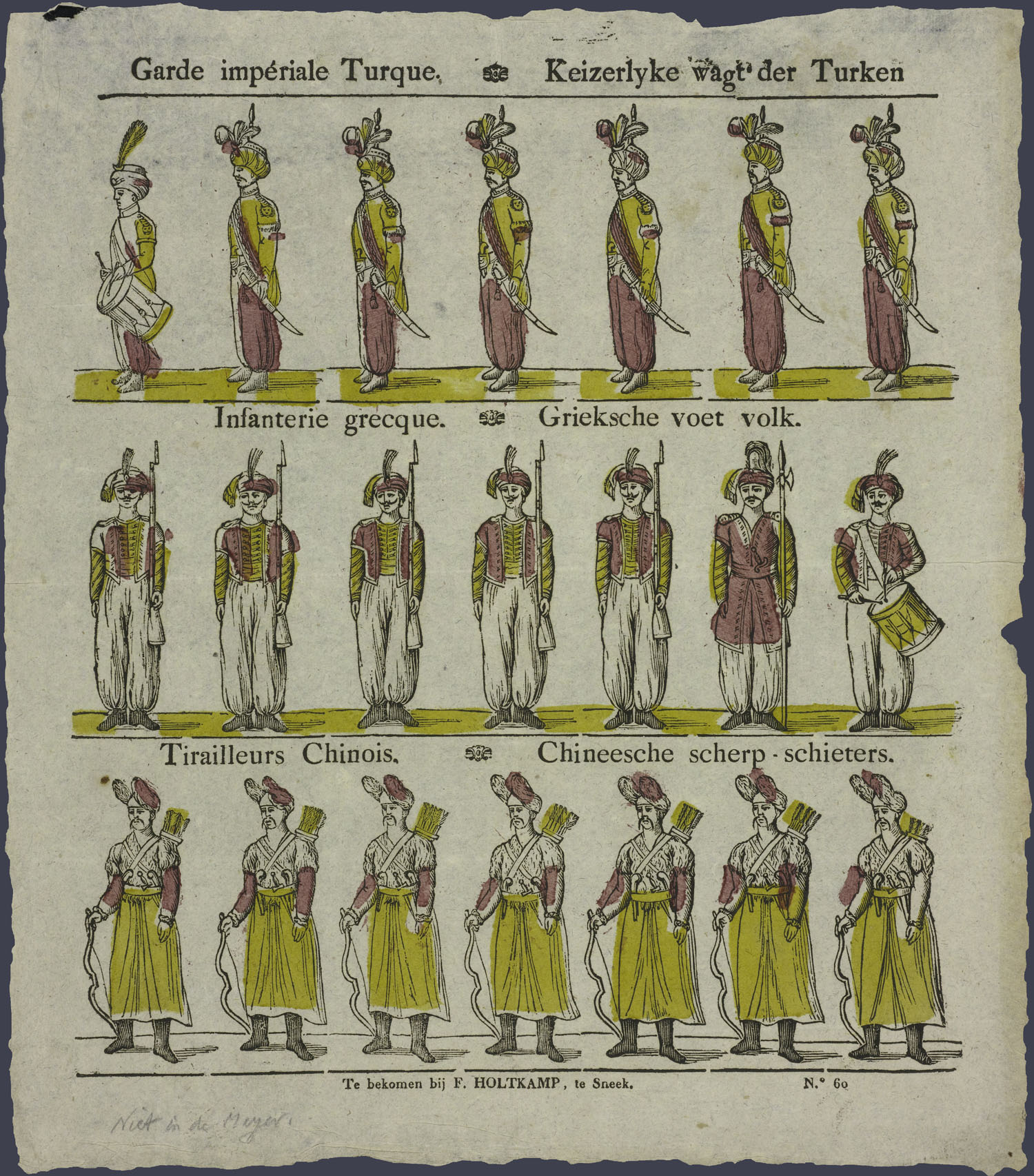
Verschillende soorten soldaten (collectie KB).
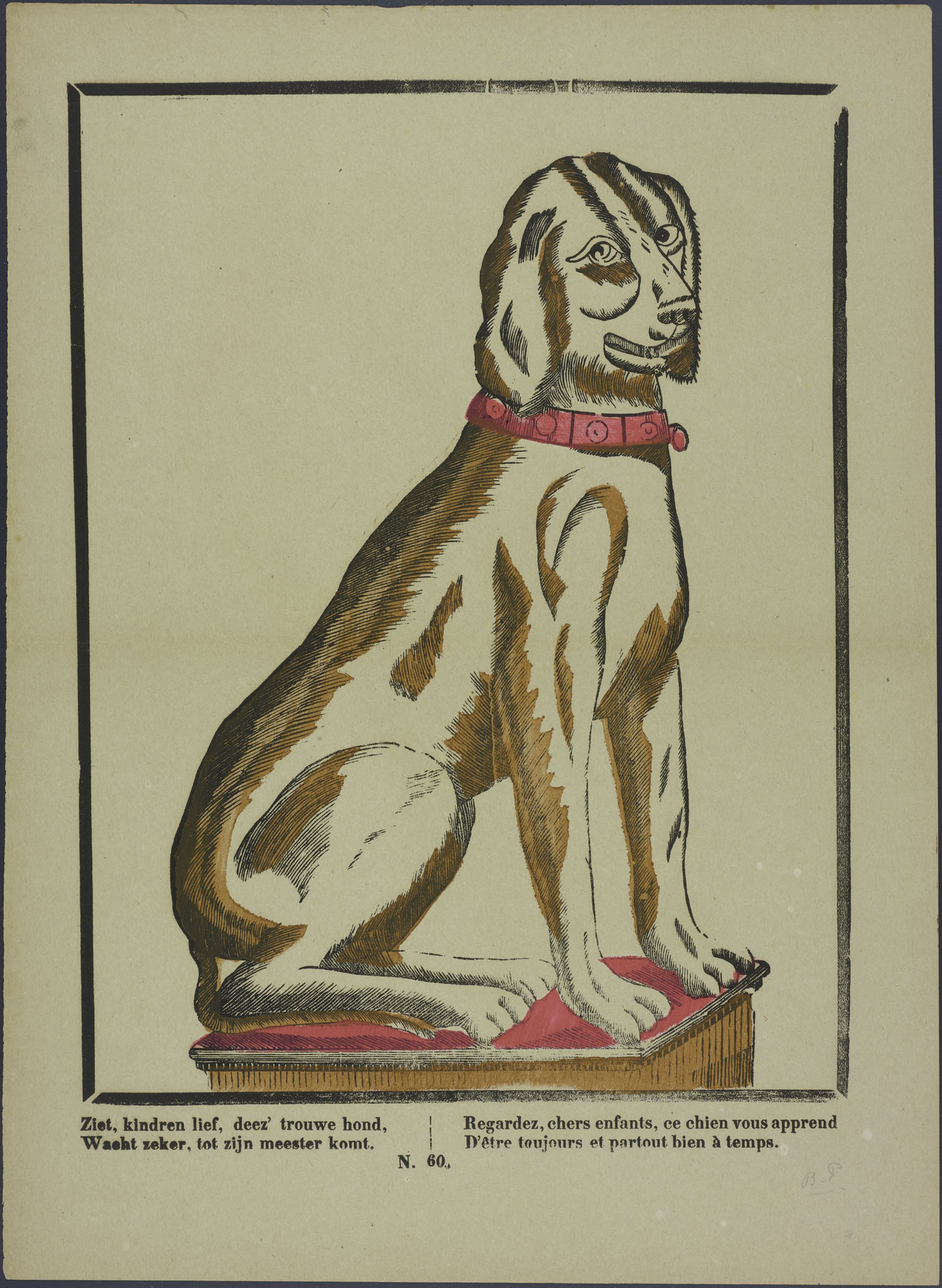
Zittende hond (collectie KB).
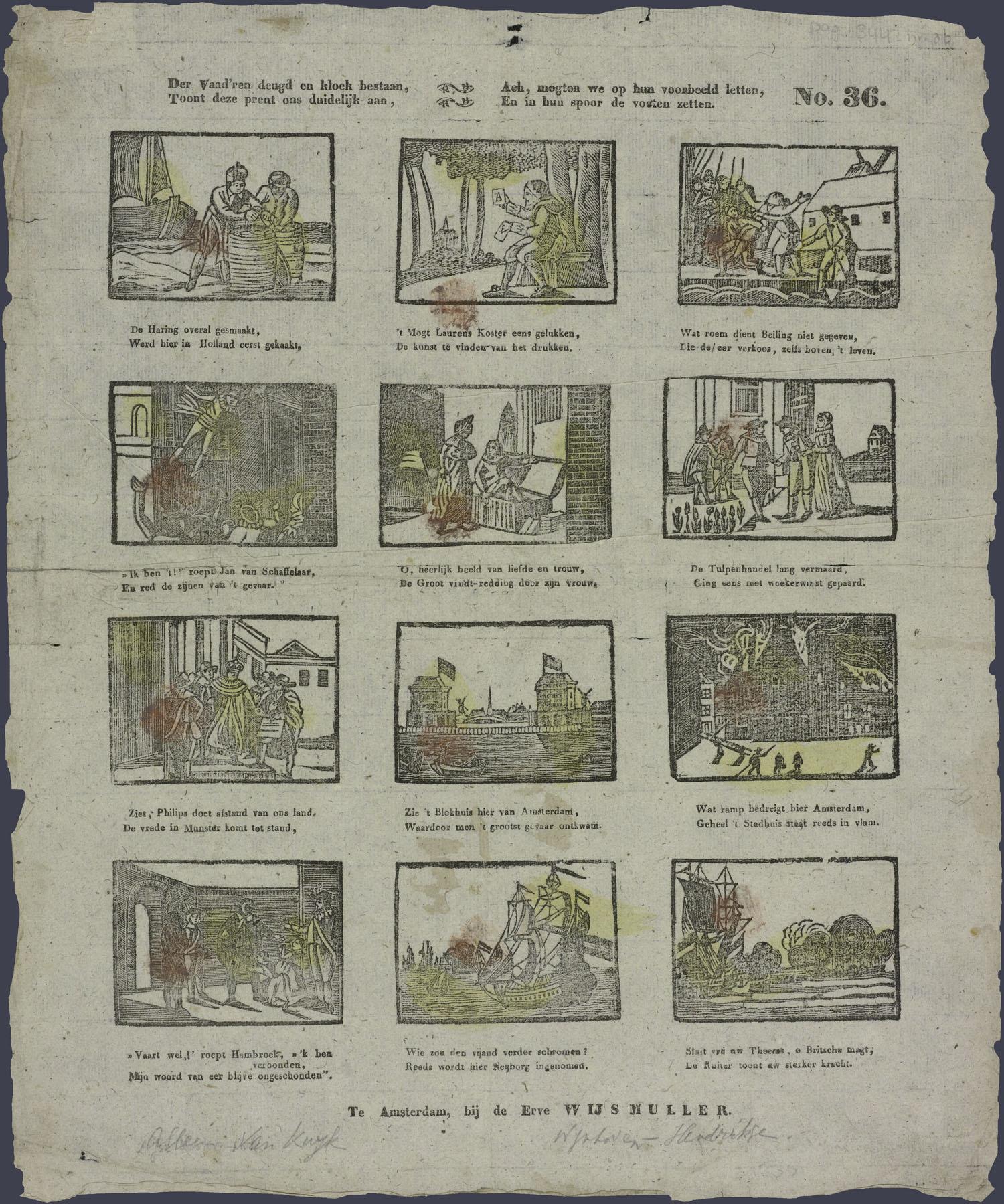
Afbeeldingen uit de vaderlandse geschiedenis (collectie KB).
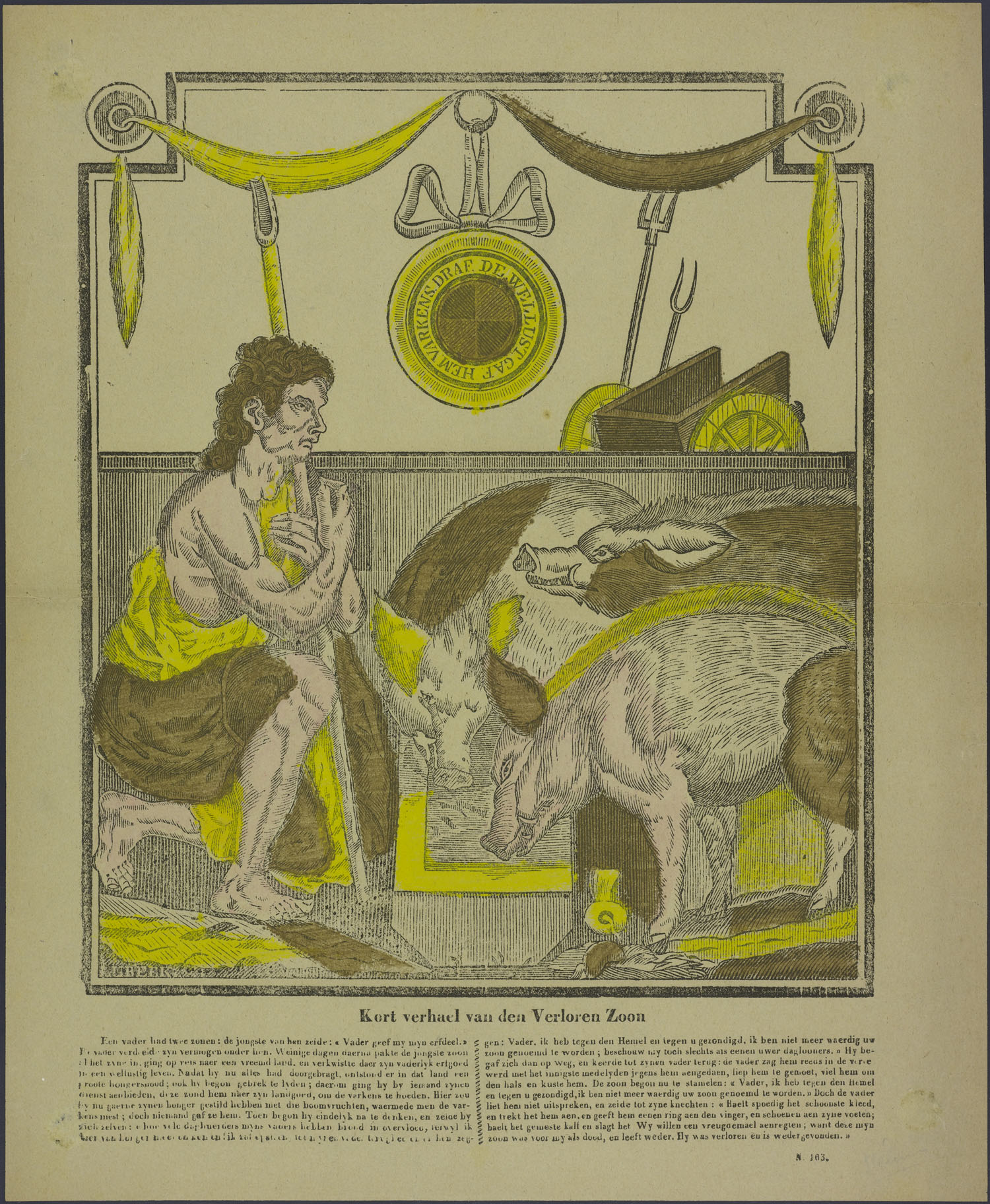
Het verhaal van de verloren zoon (collectie KB).
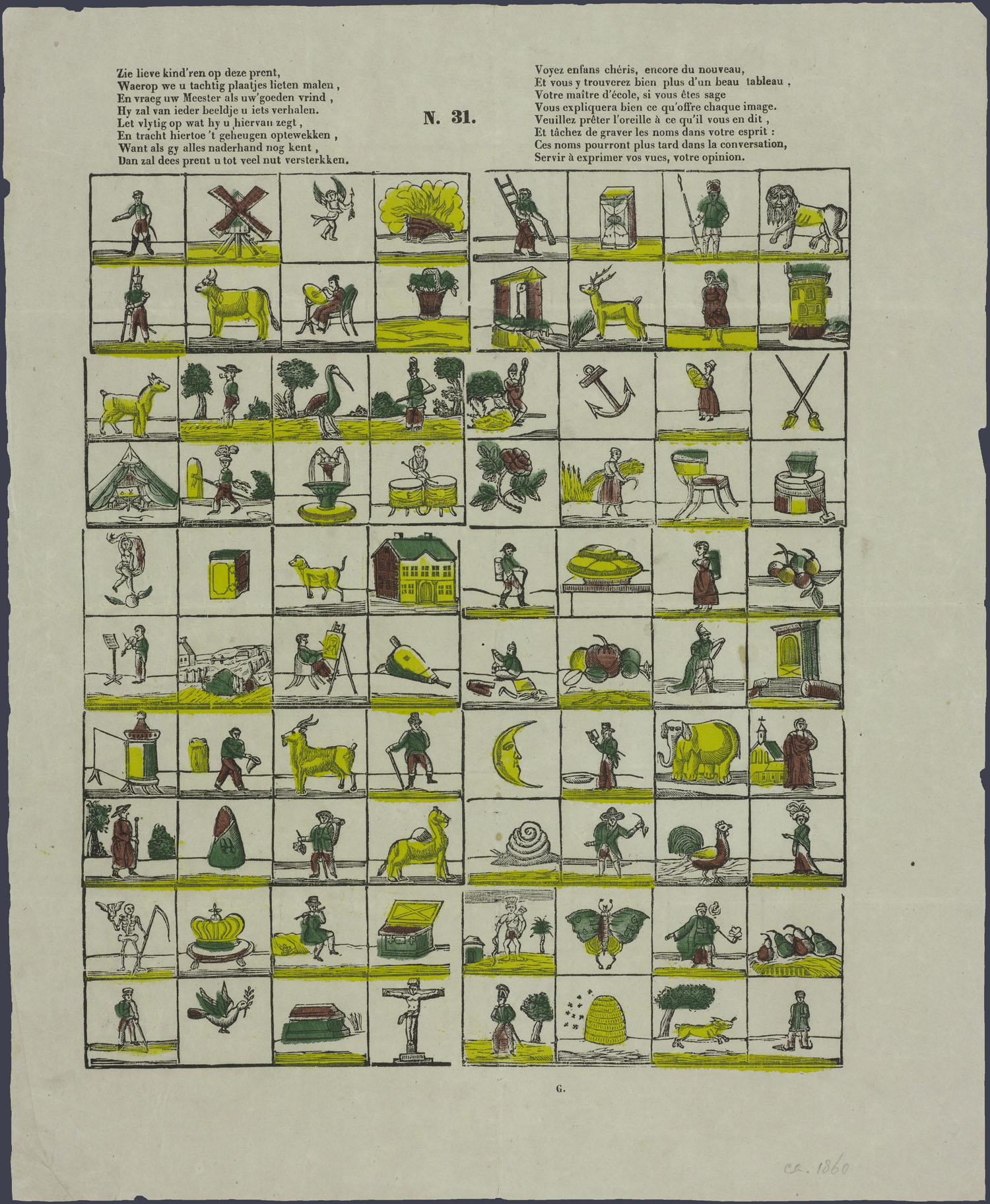
Tachtig verschillende plaatjes, zoals een vredesduif, bijenkorf, indiaan, marskramer, boeren, muzikanten en soldaten (collectie KB).
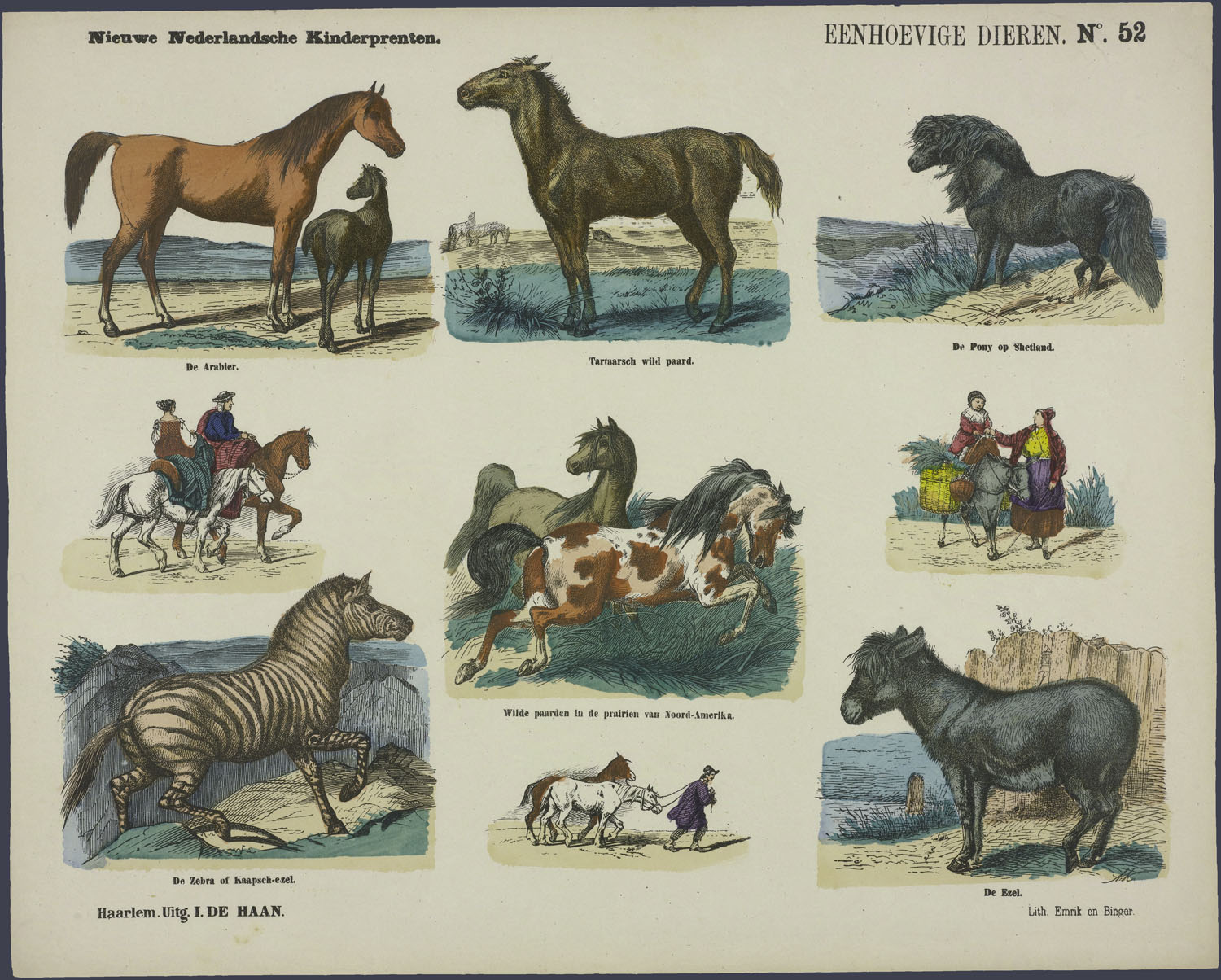
Verschillende eenhoevige dieren (collectie KB).
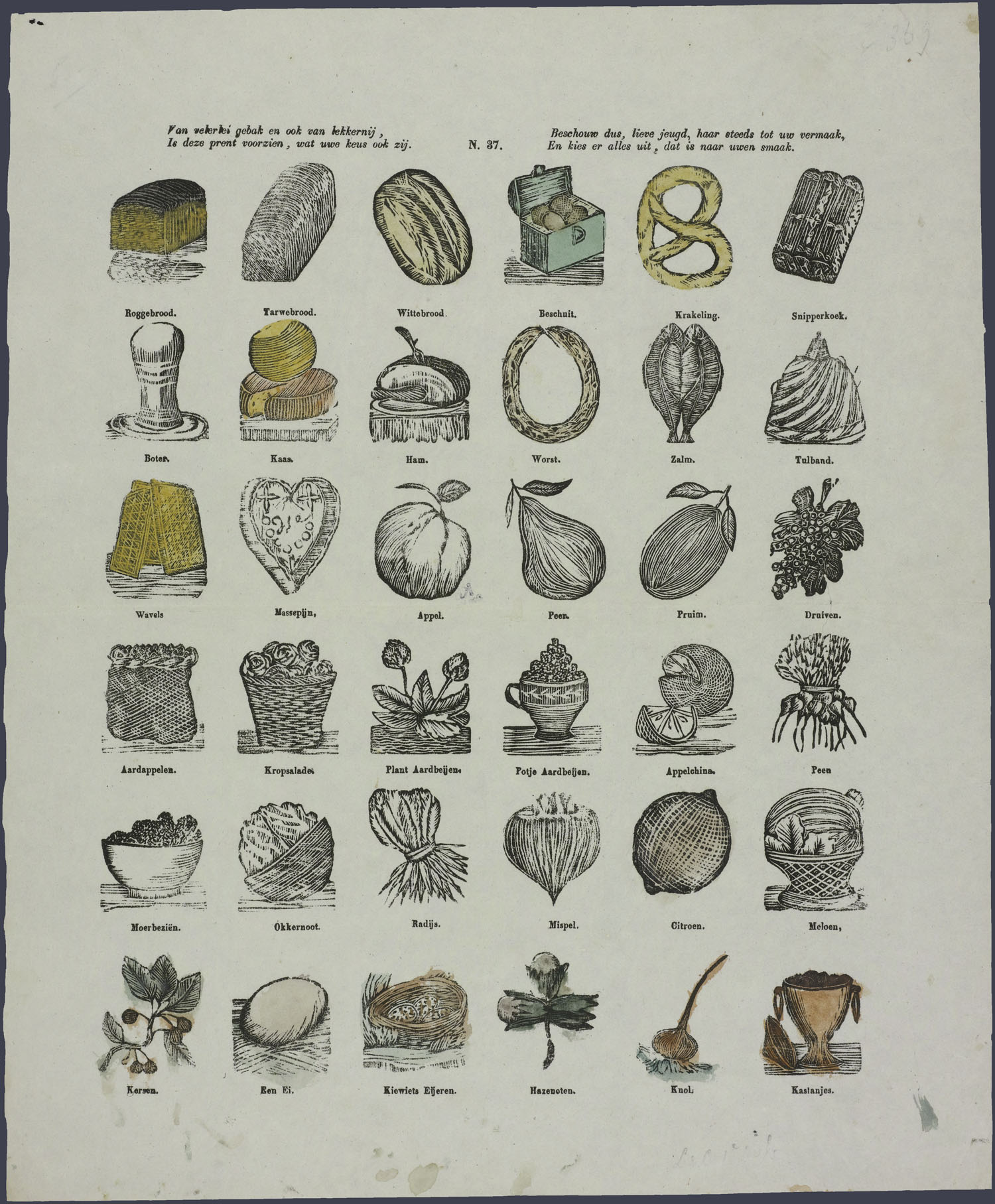
Verschillende etenswaren, zoals brood, banket, zuivel. vis, groenten en fruit (collectie KB).